# Банс, Фрэнк
Фрэнк Энери Банс (англ. Frank Eneri Bunce, родился 4 февраля 1962 года) — новозеландский и самоанский регбист и регбийный тренер, известный по выступлениям за сборные Западного Самоа на чемпионате мира 1991 года (четвертьфиналист) и Новой Зеландии на чемпионате мира 1995 года (серебряный призёр). Входит в число 100 величайших новозеландских регбистов по версии журналиста Уинна Грэя из газеты New Zealand Herald.

## Биография

### Семья
Уроженец Окленда. Окончил Манджерский колледж (англ. Māngere Colllege). Приходится внучатым племянником премьер-министру Ниуэ сэру Роберту Рексу. Отец пятерых детей — сыновья Ченс, Джордан и Джошуа, дочери Саманта и Виктория. В 1998 году выпустил автобиографию «Исповеди Фрэнка» (англ. Frank Confessions), в 2008 году стал вместе с Тони Уильямсом соавтором книги «Навыки, тактика и правила регби» (англ. Rugby Skills, Tactics and Rules).

### Игровая карьера
Начинал свою карьеру в новозеландском любительском клубе «Манукау». В 1984 году прошёл во второй состав команды провинции Окленд, в 1986 году стал игроком её основного состава. В том же году попал в сборную Северного острова. До 1990 года выступал за команду Окленда, в 1988 году призывался на сборы «Олл Блэкс». С 1991 года — игрок сборной Норт-Харбора. Имея ниуэанские корни, Банс выступал не за сборную Ниуэ, а за команду Западного Самоа. Его дебют состоялся в 1991 году на чемпионате мира, где сборная Самоа вышла в четвертьфинал, выбив из борьбы в группе Уэльс (победа 16:13); в матче против Аргентины (победа 35:12) Банс занёс попытку. Благодаря этому выдающемуся выступлению тренер новозеландцев Лори Мэйнс пригласил Фрэнка в новозеландскую сборную, игроком которой он стал в 1992 году.
С 1992 по 1997 годы Банс провёл 55 матчей за «Олл Блэкс» — из всех матчей, сыгранных за тот период, он пропустил только встречу против Японии на чемпионате мира 1995 года. Среди сыгранных им встреч — матч по случаю 100-летия Регбийного союза Новой Зеландии против сборной мира, матч против «Британских и ирландских львов» в 1993 году в рамках турне британцев и ирландцев по Новой Зеландии, финал чемпионата мира 1995 года, первые два Кубка трёх наций и серия победных матчей против ЮАР в 1996 году. Был однажды капитаном в нетестовом матче, в 1993 году впервые сыграл за сборную Новой Зеландии по регби-7 на первом в истории чемпионате мира по регби-7. В активе — 96 очков за сборную Новой Зеландии и 4 очка за сборную Самоа. Высшим достижением на уровне сборной Новой Зеландии стали серебряные медали чемпионата мира 1995 года в ЮАР: команда, ведомая Джоной Лому, смяла почти всех своих противников, причём в полуфинале Фрэнк Банс и Джош Кронфельд оказали большую помощь Лому, который разгромил англичан и занёс 4 попытки, но в финале проиграла южноафриканцам. При этом Банс называл своим принципиальнейшим противником Францию, поскольку он провёл против французов четыре матча, три из которых новозеландцы проиграли.
На клубном уровне Банс отметился играми за новозеландский клуб «Чифс» (до 1998), французский «Кастр» (сезон 1998/1999) и английский «Бристоль» (сезон 1999/2000), прежде чем завершил карьеру. На момент завершения карьеры Фрэнку было 35 лет и 305 дней, что сделало его одним из наиболее возрастных игроком в истории регби. Также на тот момент Фрэнк имел следующие достижения:
- 2-е место среди наиболее возрастных игроков «Олл Блэкс» (позже Банса потеснили Кевин Меаламу и Брэд Торн)
- рекордсмен по числу сыгравших в «Олл Блэкс» на позиции внешнего центрового регбистов (рекорд перебит Конрадом Смитом, который 22 мая 2015 года провёл 85-ю игру на этой позиции)
- самый возрастной защитник в истории сборной.

## Стиль игры
Банс отличался блестящей игрой в защите, но был также сильным атакующим игроком: отличные спринтерские качества и способность держаться при захвате позволяли ему помогать развивать атаки одноклубников и коллег по сборной.

## Тренерская карьера
В 2001—2003 годах Банс тренировал итальянский клуб «Леонесса 1928», в 2004 году был назначен тренером защитников в команде Окленда, в 2005 году вошёл в тренерский штаб сборной Самоа. В настоящее время является тренером Международной регбийной академии Новой Зеландии.